# Tropidocephala tyro
Tropidocephala tyro är en insektsart som beskrevs av Ronald Gordon Fennah 1988. Tropidocephala tyro ingår i släktet Tropidocephala och familjen sporrstritar. Inga underarter finns listade i Catalogue of Life.